# Gayella eumenoides
Gayella eumenoides är en stekelart som beskrevs av Spinosa 1851. Gayella eumenoides ingår i släktet Gayella och familjen Masaridae. Inga underarter finns listade i Catalogue of Life.